# Augusto Turati
Augusto Turati (* 16. April 1888 in Parma; † 27. August 1955 in Rom) war ein italienischer faschistischer Politiker, Degenfechter, Journalist, Sportjournalist und Sportfunktionär.

## Leben
Turati stammte aus seiner liberalen antiklerikalen Familie, studierte Jura, lernte Journalismus und wurde Redakteur des Provincia di Brescia. Er nahm am Ersten Weltkrieg teil und wurde als Hauptmann mehrfach ausgezeichnet. 1920 trat er in das Freikorps der Fasci di Combattimento und 1921 dem Partito Nazionale Fascista (PNF) bei und wurde schnell zum Parteisekretär in der Provinz Brescia. Von 1924 bis 1934 war er Parlamentsabgeordneter der Faschisten für Brescia. In dieser Eigenschaft fiel er Mussolini auf, der ihn 1926 zum Generalsekretär der PNF machte. Zusätzlich war Turati immer als Degenfechter aktiv und gewann 1928 die Italienische Meisterschaft. Als prominenter Sportler und Politiker wurde er der Präsident des Italienischen Tennisbundes, des Italienischen Leichtathletikverbandes, von 1929 bis 1930 Präsident des Club Alpino Italiano (CAI), von 1928 bis 1930 Präsident des Nationalen Olympischen Komitees (CONI) und von 1930 bis 1931 auch Mitglied des Internationalen Olympischen Komitees. Dank seiner Vorarbeiten wurden die Mussolini Boys die Sensation bei den Olympischen Sommerspielen 1932 (Platz 2 hinter den USA). Turati erfand die angebliche ehemalige römische Sport Volata neu, um sich vom englischen Fußball abzusetzen.
1929 begann eine Kampagne, die Turatis Homosexualität öffentlich machte. Er trat daraufhin von allen politischen Ämtern zurück, ihm wurde jedoch eine Direktorenstelle beim Corriere della Sera angeboten, dann bei La Stampa. Achille Starace, der ihm als Generalsekretär des PNF und als Präsident des CONI folgte, machte ihn zu einem seiner vier Stellvertreter in der Partei. 1933 wurde er jedoch auf die, damals italienische, Insel Rhodos verbannt. Er meldete sich freiwillig für ein Landwirtschaftsprojekt in Äthiopien, wo er von 1937 bis 1938 arbeitete.
Als er zurückkehrte, hielt er sich aus aller Parteipolitik heraus, trat jedoch öffentlich gegen den Eintritt Italiens in den Zweiten Weltkrieg  und gegen die norditalienische Restrepublik  unter deutschem Protektorat auf. Er arbeitete in Rom als Anwalt und Rechtsberater. Nach dem Krieg wurde ihm wegen seiner Parteitätigkeit 1945 der Prozess gemacht, er wurde als engagierter Faschist jedoch als Mitläufer 1946 eingestuft und begnadigt.

## Ehrungen
- Gedenkmedaille zur Einheit Italiens
- Erinnerungsmedaille an den italienisch-österreichischen Krieg